# Enclave linguistique
Une enclave linguistique, ou un îlot linguistique, ou encore un glossonèse, est une zone linguistique complètement délimitée par une frontière linguistique. 

## Exemples
- Région de Bruxelles-Capitale: avec une majorité francophone d'environ 75%, elle souvent considéré comme étant une enclave linguistique francophone au sein de la Région flamande. Cependant, si on observe la réalité socio-linguistique de la périphérie  bruxelloise, en particulier la commune de Rhode-Saint-Genèse, qui une des communes à facilités de la périphérie bruxelloise avec une majorité francophone d'environ 64% et la seule de ces communes qui situé entre la Région bruxelloise et la Région wallonne, qui assure une continuité géographique et linguistique entre les deux régions (Corridor Bruxelles-Wallonie). Lorsque cela est pris en compte, la région de Bruxelles n'est plus une enclave linguistique.
- Petite Gavacherie : région située en Gironde autour de Monségur, constituant jusqu'au milieu du XXe siècle une enclave de langue d'oïl en Occitanie. La ville de Monségur intra muros constituait à son tour une enclave de langue d'oc dans la Petite Gavacherie.
- Gaby : commune francophone et arpitanophone de la haute vallée du Lys, en Vallée d'Aoste, située entre les deux communes germanophones walser d'Issime et de Gressoney-Saint-Jean[4].
- Alghero : ville de Sardaigne, historiquement catalanophone.
- Faeto et Celle di San Vito : deux villages des Pouilles, enclaves francoprovençale.
- Harghita et Covasna : deux județe de Roumanie, où la langue maternelle de la majorité des habitants est le hongrois.
- Saterland : ville située en Basse-Saxe, constituant le seul lieu où le frison oriental (ou saterlandais) est parlé.

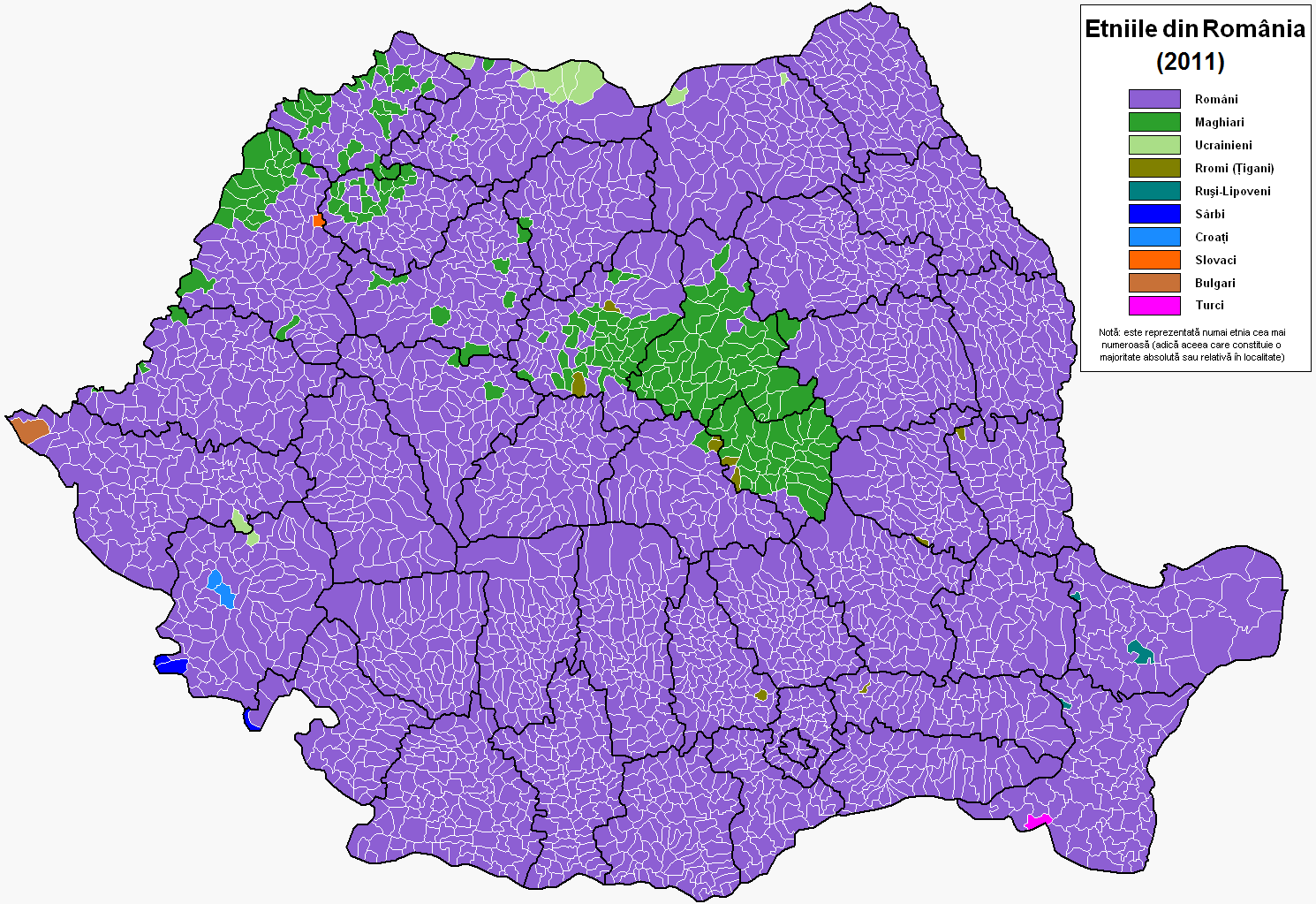
Îlots linguistiques en Roumanie, en vert les régions magyarophones
La zone linguistique sorabe en Allemagne
La zone linguistique catalane en Sardaigne, Italie